# Dyscia albersaria
Dyscia albersaria är en fjärilsart som beskrevs av Warnecke 1940. Dyscia albersaria ingår i släktet Dyscia och familjen mätare. Inga underarter finns listade i Catalogue of Life.